# Pedro Helchitsky
Pedro Helchitsky (em tcheco: Petr Chelčický Chelčice, Boêmia, c. 1390 – c. 1460) foi um teólogo, reformador, escritor e líder político cristão na Boêmia do século XV (atual Chéquia) de aproximadamente 1420 até sua morte.

## O cenário de Helchitsky
Acredita-se que Pedro Helchitsky nasceu ao sul da Boêmia em 1390, embora alguns afirmem que o ano real de seu nascimento foi 1374. Sabe-se muito pouco sobre sua vida. Historiadores o descrevem de formas diferentes: servo, agricultor independente, escudeiro, nobre, sapateiro, pastor e waldense. Certa vez, Helchitsky chamou a si mesmo de pastor, mas esta descrição remonta ao tempo em que viveu em Praga entre 1419–1421. Usando seus rudimentares conhecimentos de latim dedicou-se à literatura, política e questões religiosas. Foi uma personalidade incomum para o homem medieval sem uma educação acadêmica regular. Após 1421 ele viveu e trabalhou no vilarejo nativo de Chelcice, perto de Vodnany. Ele produziu 56 obras, em sua maior parte ainda não publicadas, acessíveis apenas em manuscritos originais. Seu pensamento foi influenciado por Thomas de Štítný, John Wycliffe, Jan Hus e pela tradição waldense. Ele morreu por volta de 1460.

## As ideias de Helchitsky
O pensamento de Pedro Helchitsky' inclui ideias posteriormente adotadas pelos moravianos, anabatistas, quakers. Ele foi o primeiro escritor pacifista da Renascença, antecipando Erasmus e Menno Simons em cerca de 100 anos.

### Igreja e Estado
Helchitsky chamou o papa e o imperador (a igreja e o estado) "como deturpadores da verdadeira fé", porque estabeleceram a igreja na base de um império secular. Helchitsky acreditava que os cristãos precisam seguir a lei do amor, e que não deve sujeitar-se à autoridade estatal. Ele ensinou que o crente não deve aceitar a chancelaria do governo, sua autoridade, e nem mesmo tomar parte no governo pecaminoso. Ele argumenta que a pena de morte e outras formas de punições violentas são errôneas. Suas posições sobre o governo são similares às dos cristãos anarquistas defendidos por Leo Tolstoi. Tolstoi menciona a obra de Helchitsky' em seu livro de 1894 O Reino de Deus Está em Vós.
O homem que obedece a Deus não necessita de qualquer outra autoridade (sobre ele).— Pedro Helchitsky

### Não-violência e guerra
Por volta de 1420, Helchitsky ensinou que a violência não deveria ser usada em questões religiosas. Helchitsky usou a parábola do trigo e do joio[6] (Mateus 13:24–30) para mostrar que deve ser permitido aos pecadores e aos santos viverem juntos até a colheita. Ele achava errado até mesmo matar o pecador, e assim os cristãos deveriam recusar o serviço militar. Ele argumentou que se os pobres recusassem os senhores não teriam ninguém para mandar para a guerra para lutar por eles. Helchitsky ensinava que nenhum poder físico pode destruir o mal, e que os cristãos deveriam aceitar a perseguição sem retaliar. Ele acreditava que a guerra era o pior mal, e os soldados não passavam de assassinos. Ele se opôs até mesmo à guerra defensiva. Ele acreditava no exemplo de Jesus e do Evangelho como exemplos da paz.

### Vida comunal
Helchitsky foi um comunista no sentido original cristão, e achava que deveria haver igualdade completa na comunidade cristã. Que não deveria haver nenhum rico ou pobre, uma vez que o cristão renunciou tanto à propriedade quanto ao estado. Ele sustentava que os cristãos poderiam expelir as pessoas más da comunidade, mas que não poderiam obrigar ninguém a ser bom. Ele acreditava na igualdade, mas que o Estado não poderia impô-la à sociedade, e qualificou a desigualdade social como uma criação do Estado, que começa e que acaba com ele. De acordo com Kautsky em Communism in Central Europe in the Time of the Reformation, "A natureza da primeira organização dos Irmãos Boêmios não é muito clara, pois os irmãos posteriores tinham vergonha da origem comunista deles, e procuravam por todos os meios esconder este fato." Algumas das afirmações de Helchitsky apontam no sentido de que ele achava que apenas os pobres eram cristãos autênticos.

### Sacerdócio do crente
Helchitsky criticou o uso da força em questões de fé. Ele ensinava que o cristão deveria se esforçar pelo estabelecimento da justiça sem qualquer tipo de coerção, que não deveria forçar ninguém a ser bom e que a bondade deveria ser voluntária. Ele acreditava que o cristão deve amar a Deus e ao próximo, e que se deve converter pessoas desse modo, nunca pela força. Ele sustentava que qualquer tipo de ação movida pela força é má, e que os cristãos não deveriam participar em lutas pelo poder político.

## Obras de Helchitsky
On Spiritual Warfare, escrito em 1421, foi sua maior obra. Nela, Helchitsky argumenta que os taboritas tinham participado na violência por causa do diabo e da luxúria pelas coisas do mundo. Ele também criticou os chiliastas (milenaristas), a guerra física, e destacou que a dívida faz com que quem empresta tenha poder sobre os devedores. Em On the Triple Division of Society[7] Helchitsky criticou a nobreza, o clero e a classe média. Ali descreve como eles sujeitam as pessoas comuns e as "montam como se fossem bestas". Seu livro mais abrangente e um dos últimos, escrito por volta de 1443, foi a Rede da Fé. Nele mostrou como os apóstolos tratavam todas as pessoas como iguais, e consideravam Cristo como única cabeça. Neste livro ele afirma que o imperador e o papa foram as duas grandes baleias que arrebentaram a rede da fé. Ainda incluiu também um extenso comentário no Concílio de Basel.

## Influência de Helchitsky
Helchitsky tem sido qualificado como "o pensador vanguardista no movimento da reforma hussita checa do século XV."[8] Ele certamente foi uma mente influente entre os irmãos Boêmios contemporâneos. Adiante de seu próprio tempo, sua influência pode ser vista nos moravianos (Unitas Fratrum), Unidade de Irmãos (Jednota Bratrská), e na União Batista da República Checa (também conhecida como União dos Irmãos Batistas[9]). Importantes similaridades podem ser vistas entre seus ensinamentos e os da Continental Anabatistas, e, em menor grau entre os English Baptists, embora não haja nenhuma conexão direta. Ele enfatizou o Novo Testamento como exclusiva e definitiva fonte do conhecimento da vontade de Deus. Ele reconhece apenas dois sacramentos: o batismo e a Ceia do Senhor. Ele encoraja as pessoas a ler e interpretar a Bíblia por si mesmas.
A obra de Helchitsky, especificamente A Rede da Fé, influenciou Leo Tolstoi e é mencionado em seu livro O Reino de Deus Está em Vós. Seu nome aparece como Helchitsky em muitas traduções inglesas.
Quem não é de Deus não pode de fato desfrutar ou usar qualquer coisa pertencente a Deus, exceto enquanto homem violento que desfruta e detém ilegalmente e que não é seu.— Pedro Helchitsky